# Allium leucanthum
Allium leucanthum är en amaryllisväxtart som beskrevs av Karl Heinrich Koch. Allium leucanthum ingår i släktet lökar, och familjen amaryllisväxter. Inga underarter finns listade i Catalogue of Life.